# Schweizer Fussballnationalmannschaft (U-16-Juniorinnen)
Die Schweizer Fussballnationalmannschaft der U-16-Juniorinnen repräsentiert den schweizerischen Fussballverband im internationalen Juniorinnenfussball. Die Nationalmannschaft bestritt 2011 ihr erstes Spiel. Die Mannschaft bestritt bisher 37 Spiele, von denen die meisten verloren wurden. Sie ist die einzige von den drei Schweizer Juniorinnenmannschaften mit einer negativen Bilanz.